# 국순당
국순당(麴醇堂, KOOK SOON DANG)은 대한민국의 주류 전문 기업이다. 창업자는 배상면, 대표는 배중호(2013년 기준)이다.

## 개요
- 1952년 11월 기린 주조장 설립
- 1983년 2월 기존 상호명을 기린 주조장에서 (주)배한산업으로 변경
- 1992년 12월 (주)배한산업에서 현재 상호를 (주)국순당으로 바꿨다. 모체는 창업자 배상면이 1952년에 대구에 설립한 '기린 주조장'이다. 국순당은 "누룩(麴)으로 좋은 술(醇)을 빚는 집(堂)"이라는 뜻을 담고 있다.
- 1992년 12월 전통 누룩 기술을 바탕으로 백세주 등 전통주를 만들고 있다.
- 1993년 12월 국순당이 94국악의 해 공식전통술로 지정을 하였다.
- 2000년 8월 코스닥에 등록했다.
- 2003년 2월 해태앤컴퍼니 인수 및 자회사 편입
- 2004년 9월 국순당 횡성 제2공장 준공
- 2006년 3월 자회사 해태앤컴퍼니를 국순당L&B로 사명변경
- 2010년 8월 국순당L&B 흡수합병
- 2018년 5월 유산균 막걸리 1000억 유산균 막걸리 출시
- 2020년 4월 유산균 막걸리 1000억 프리바이오틱스 막걸리 출시
- 2020년 7월 유산균 막걸리 1000억 프리바이오틱스 캔 막걸리 출시

## 제품
- 백세주
- 명작
- 예담
- 우국생
- 국순당 막걸리
- 국순당 담금세상
- 아이싱
- 려

## 단종
- 흑주
- 바이오탁
- 맑은 백세 막걸리
- 배로
- 별
- 삼겹살에 매실한잔
- 아오라
- 무몽
- 런던드라이진
- 나폴레온V
- 나폴레온로얄
- 부라보

## 같이 보기
- 배상면주가